# 646 هـ
646 هـ هي سنة في التقويم الهجري امتدت مقابلةً في التقويم الميلادي بين سنتي 1248 و1249.

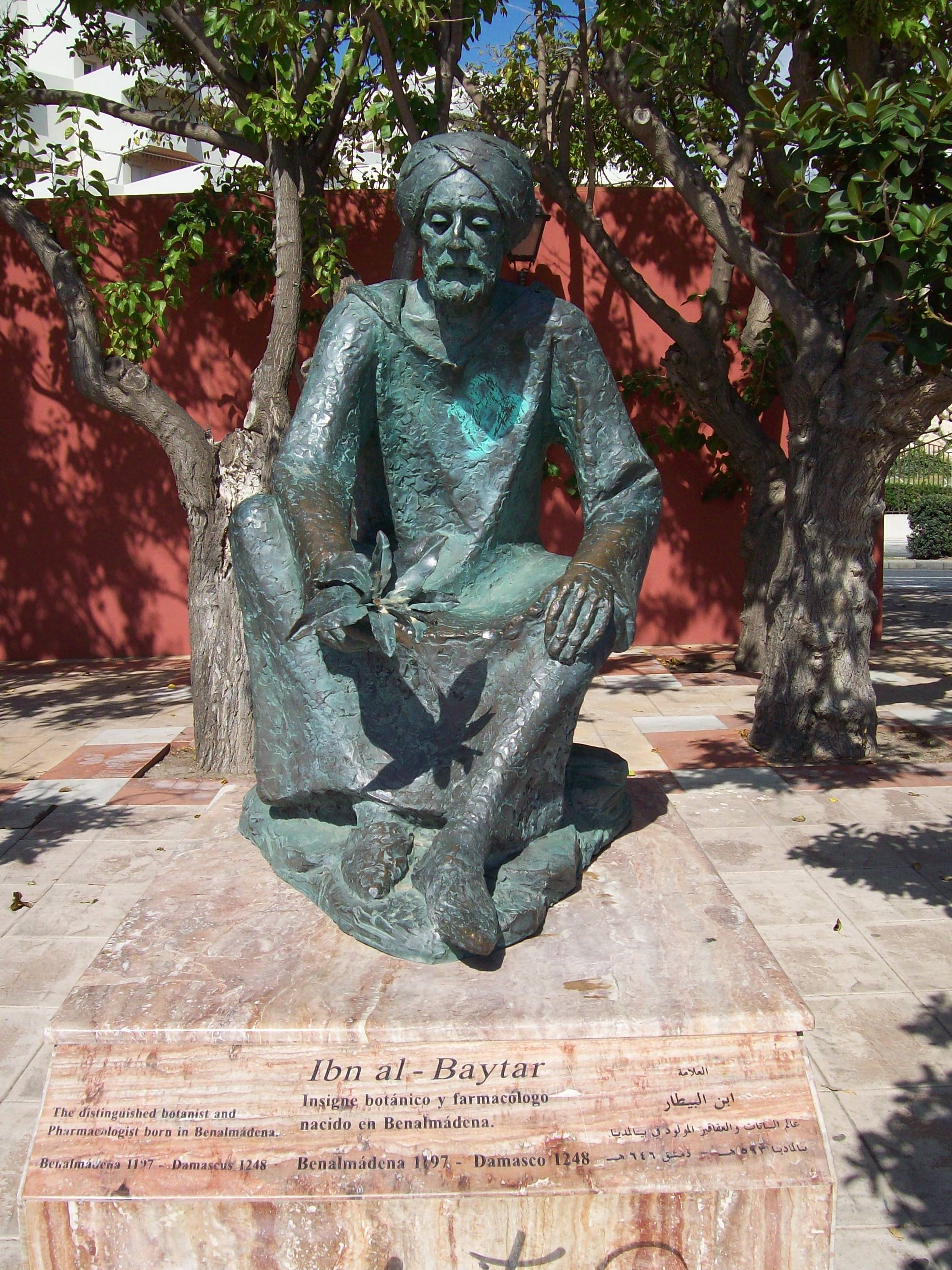
ابن البيطار

## وفيات
- أفضل الدين الخونجي
- ابن البرذعي
- ابن البيطار
- ظهير الدين المخزومي
- عز الدين أيبك المعظمي
- ابن الحاجب

- هاجر (جارية)